# Pseudobiceros bedfordi

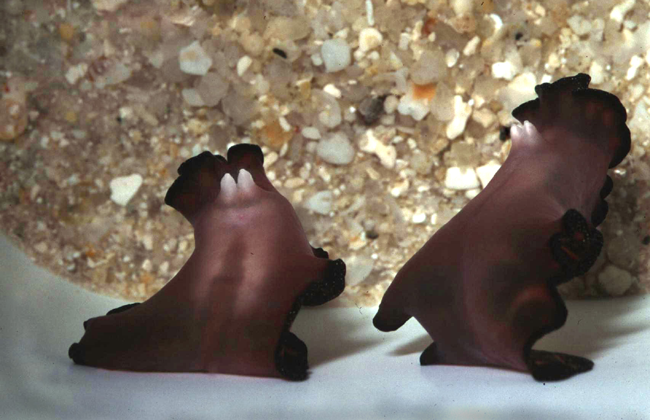
Pseudobiceros bedfordi beim Paarungsritual (penis fencing)

Pseudobiceros bedfordi, auch Perserteppich-Plattwurm, ist ein Plattwurm aus der Ordnung der Polycladida. 

## Merkmale
Die Grundfarbe der Individuen variiert zwischen braun und schwarz mit hellgelben Punkten und zahlreichen beidseitigen pinken Querstrichen. Die Striche sind schwarz umrandet und von variabler Kontur. Zwischen ihnen ist die Dichte der gelben Punkte höher. Der Körper wird von einem schwarzen Band mit weißen Punkten gesäumt. Die Bauchseite ist dunkel-pink und hat einen schwarzen Saum.
Adulte Tiere erreichen 29 × 18 Millimeter bis 100 × 45 Millimeter. Jungtiere sind ab 25 × 12 Millimeter groß. Die Pseudotentakel von Pseudobiceros bedfordi sind spitz und ohrenähnlich. Der zerebrale Augenfleck besteht aus rund 100 Ocellen. Der Pharynx ist schmal.
Plattwürmer sind Zwitter. Pseudobiceros bedfordi hat wie alle Vertreter seiner Gattung zwei männliche und ein weibliches Geschlechtssystem, von denen sich jedes in einem flachen Antrum befindet. Die zwei männlichen Genitalöffnungen liegen sehr eng beieinander. Eine ovale kurze Samenblase, ein langer verdrehter Spritzkanal, eine große Prostata und ein extrem langes, schmales Stylet bilden jeweils eines der beiden männlichen Geschlechtssysteme. Der Samenleiter ist nicht verzweigt.

## Vorkommen
Pseudobiceros bedfordi ist auf Heron Island verbreitet, einem Korallen-Cay am südlichen Ende des Great Barrier Reef. Vereinzelt sind sie auf Madang und Laing Island in Papua-Neuguinea zu finden. Weitere Funde am Great Barrier Reef, auf den Philippinen, Mikronesien und Singapur wurden gemeldet. Potentielle Habitate befinden sich unter Vorsprüngen von Riffhängen und unter Brocken auf Riffgipfeln.

## Taxonomie
Ursprünglich wurde die Art als Pseudoceros bedfordi (Laidlaw, 1903) beschrieben. 1984 ordnete sie Anno Faubel in die von ihm konzipierte neue Gattung Pseudobiceros ein. Als weiteres Synonym wird Pseudoceros micronesianus (Hyman, 1955) erwogen.